# Juan Huerta Montero
Juan Huerta Montero (San Luis de la Paz, Guanajuato, 21 de febrero de 1964 - Santa María Huatulco, Oaxaca, 3 de septiembre de 2010) fue un político mexicano, miembro del Partido Acción Nacional.
El 3 de septiembre de 2010, Huerta y un compañero diputado, Guillermo Zavaleta Rojas, murieron en un accidente aéreo cerca del aeropuerto internacional de Bahías de Huatulco.

## Biografía
Estudió Ingeniería Civil. En la Junta Estatal de Caminos de San Luis Potosí, se ha desempeñado como Subdirector de Construcción y Conservación Zonas Media y Huateca; Coordinador Regional de Zona Huasteca Potosina y Comisionado a las residencias de Charcas, Río Verde y Tamazunchale en el Estado de San Luis Potosí. De 2000 a 2003, fue director general de Obras Públicas y Desarrollo Urbano en San Luis de la Paz, Guanajuato. Fue, de 2003 a 2006, regidor de San Luis de la Paz, Guanajuato y posteriormente, de 2006 a 2009, diputado al Congreso de Guanajuato.
Falleció el 3 de septiembre de 2010 al despistarse una avioneta tipo cesna en el Aeropuerto Internacional de Bahías de Huatulco, junto al diputado Guillermo Zavaleta Rojas, el diputado electo, Isaac Rodríguez y el presidente municipal electo de Santa Catarina Juquila, Joaquín Cortés.